# Цвет времени
«Цвет вре́мени» (англ. The Color of Time) — американский драматический фильм 2012 года, основанный на сборнике стихов «Гудрон» (англ. Tar) писателя Чарльза Кеннета Уильямса. Фильм состоит из двенадцати короткометражных работ, каждую из которых снял студент кинематографического факультета Нью-Йоркского университета, в котором преподаёт Джеймс Франко.
Главную роль исполняет Джеймс Франко, который также выступил сопродюсером фильма. Премьера состоялась 16 ноября 2012 года на Римском кинофестивале.

## Сюжет
Фильм рассказывает об американском поэте Ч. К. Уильямсе, о разных периодах в его жизни и его поэтической деятельности.

## В ролях
- Джеймс Франко — Ч. К. Уильямс в 40 лет
- Мила Кунис — Кэтрин
- Джессика Честейн — мать Ч. К. Уильямса
- Зак Брафф — Альберт
- Генри Хоппер — Ч. К. Уильямс в молодости
- Брюс Кэмпбелл — Гуди
- Винс Джоливетт — мистер Уильямс
- Даника Ярош — Ирен
- Миа Серафино — Сара
- Закари Анджер — Ч. К. Уильямс в 7 лет
- Джордан Марч — Ч. К. Уильямс в юности

## Съёмки
Съёмки проходили в Детройте, штат Мичиган.